# Campeonato Paraense de Futebol de 2023 - Série B1
A Série B1 do Campeonato Paraense de Futebol de 2023 foi a 38ª edição da Segunda Divisão no estado do Pará. A competição concede duas vagas a primeira divisão do Campeonato Paraense de Futebol de 2024.
A competição começou no dia 16 de agosto e terminou em 5 de novembro.

## Regulamento

### Primeira Fase
A Primeira Fase foi disputada em fase de grupos de 5 equipes cada com 4 rodadas, 2 rodadas de mandante e 2 rodadas de visitante, os 1° melhores colocadas disputaram as quartas de finais, enquanto os 2° e 3° colocados disputaram a segunda fase, e as últimas piores equipes são rebaixadas à Série B2 de 2024.

### Segunda Fase
A Segunda Fase foi disputada por 8 equipes que terminaram em 2° e 3° colocado na primeira fase, as equipes se enfrentam ida e volta em caso de empate no agregado, as equipes decidiram a vaga na disputar de pênaltis, as equipes vencedoras jogam contra as melhores equipes da primeira fase.

### Fase Final
A Fase Final foi disputada por Quartas de Final com 8 equipes enfrentando-se ida e volta, e as 4 equipes vencedoras vão para a semifinal com partidas ida e volta, as duas equipes vencedoras ganham vaga no Campeonato Paraense de 2024 e disputam a Final para decidir o campeão da competição.

### Critérios de Desempate

#### Primeira Fase
1. Pontuação
2. Vitórias
3. Saldo de Gols
4. Gols Pró

## Primeira fase

### Grupo A
| Pos | Equipe        | Pts | J | V | E | D | GP | GC | SG | Classificação ou descenso      |  | CPO | STR | PGM | PAR | TIR |
| --- | ------------- | --- | - | - | - | - | -- | -- | -- | ------------------------------ |  | --- | --- | --- | --- | --- |
| 1   | Capitão Poço  | 10  | 4 | 3 | 1 | 0 | 8  | 3  | +5 | Quartas de final               |  | —   |     |     | 1–0 | 3–0 |
| 2   | Santa Rosa    | 8   | 4 | 2 | 2 | 0 | 11 | 3  | +8 | Play-offs das Quartas de Final |  | 1–1 | —   |     |     | 4–1 |
| 3   | Paragominas   | 4   | 4 | 1 | 1 | 2 | 6  | 6  | 0  | Play-offs das Quartas de Final |  | 2–3 | 1–1 | —   |     |     |
| 4   | Paraense      | 4   | 4 | 1 | 1 | 2 | 4  | 9  | −5 |                                |  |     | 0–5 | 1–0 | —   |     |
| 5   | Tiradentes-PA | 1   | 4 | 0 | 1 | 3 | 5  | 13 | −8 | Rebaixado à Série B2 de 2024   |  |     |     | 1–3 | 3–3 | —   |

### Grupo B
| Pos | Equipe            | Pts | J | V | E | D | GP | GC | SG | Classificação ou descenso      |  | SAN | SBE | ESM | IZA | SPO |
| --- | ----------------- | --- | - | - | - | - | -- | -- | -- | ------------------------------ |  | --- | --- | --- | --- | --- |
| 1   | Santos-PA         | 7   | 4 | 2 | 1 | 1 | 2  | 2  | 0  | Quartas de final               |  | —   | 1–0 | 0–0 |     |     |
| 2   | Sport Belém       | 6   | 4 | 2 | 0 | 2 | 5  | 5  | 0  | Play-offs das Quartas de Final |  |     | —   | 1–2 | 1–0 |     |
| 3   | ESMAC             | 6   | 4 | 1 | 3 | 0 | 5  | 4  | +1 | Play-offs das Quartas de Final |  |     |     | —   | 3–3 | 0–0 |
| 4   | Izabelense        | 5   | 4 | 1 | 2 | 1 | 7  | 6  | +1 |                                |  | 2–0 |     |     | —   | 2–2 |
| 5   | Sporting Maracanã | 2   | 4 | 0 | 2 | 2 | 4  | 6  | −2 | Rebaixado à Série B2 de 2024   |  | 0–1 | 2–3 |     |     | —   |

### Grupo C
| Pos | Equipe          | Pts | J | V | E | D | GP | GC | SG | Classificação ou descenso      |  | PIN | SRM | UNI | VRI | AMA |
| --- | --------------- | --- | - | - | - | - | -- | -- | -- | ------------------------------ |  | --- | --- | --- | --- | --- |
| 1   | Pinheirense     | 7   | 4 | 2 | 1 | 1 | 7  | 3  | +4 | Quartas de final               |  | —   | 1–0 |     |     | 1–1 |
| 2   | São Raimundo-PA | 7   | 4 | 2 | 1 | 1 | 5  | 1  | +4 | Play-offs das Quartas de Final |  |     | —   | 0–0 |     | 1–0 |
| 3   | União Paraense  | 7   | 4 | 2 | 1 | 1 | 4  | 3  | +1 | Play-offs das Quartas de Final |  | 2–1 |     | —   | 0–1 |     |
| 4   | Vila Rica       | 4   | 4 | 1 | 1 | 2 | 2  | 9  | −7 |                                |  | 0–4 | 0–4 |     | —   |     |
| 5   | Amazônia        | 2   | 4 | 0 | 2 | 2 | 3  | 5  | −2 | Rebaixado à Série B2 de 2024   |  |     |     | 1–2 | 1–1 | —   |

### Grupo D
| Pos | Equipe           | Pts | J | V | E | D | GP | GC | SG | Classificação ou descenso      |  | PRP | CAN | CAR | GAV | CAP |
| --- | ---------------- | --- | - | - | - | - | -- | -- | -- | ------------------------------ |  | --- | --- | --- | --- | --- |
| 1   | Parauapebas      | 8   | 4 | 2 | 2 | 0 | 7  | 4  | +3 | Quartas de final               |  | —   | 2–1 | 3–1 |     |     |
| 2   | Canaã-PA         | 7   | 4 | 2 | 1 | 1 | 3  | 2  | +1 | Play-offs das Quartas de Final |  |     | —   |     | 1–0 | 1–0 |
| 3   | Carajás          | 5   | 4 | 1 | 2 | 1 | 5  | 4  | +1 | Play-offs das Quartas de Final |  |     | 0–0 | —   |     | 1–1 |
| 4   | Gavião Kyikatejê | 4   | 4 | 1 | 1 | 2 | 3  | 6  | −3 |                                |  | 1–1 |     | 0–3 | —   |     |
| 5   | Atlético-PA      | 2   | 4 | 0 | 2 | 2 | 3  | 5  | −2 | Rebaixado à Série B2 de 2024   |  | 1–1 |     |     | 1–2 | —   |

## Segunda fase

### Playoffs das Quartas de Finais
Em itálico, as equipes que possuíam o mando de campo no primeiro jogo confronto e em negrito as equipes classificadas.
| Equipe 1       | Total       | Equipe 2        | 1.º jogo | 2.º jogo |
| -------------- | ----------- | --------------- | -------- | -------- |
| Carajás        | 1–2         | Santa Rosa      | 0–1      | 1–1      |
| União Paraense | 1–2         | Sport Belém     | 0–2      | 1–0      |
| Paragominas    | 1–1 (6–7 p) | Canaã-PA        | 0–1      | 1–0      |
| ESMAC          | 1–5         | São Raimundo-PA | 1–2      | 0–3      |

## Fase Final
Em itálico, as equipes que disputarão a primeira partida como mandante. Em negrito, as equipes classificadas.
|  | Quartas-de-final               | Quartas-de-final               | Quartas-de-final               | Quartas-de-final               |       |           | Semifinais         | Semifinais         | Semifinais         | Semifinais         |  |  | Final         | Final         | Final         | Final         |
|  | 30 de setembro a 15 de outubro | 30 de setembro a 15 de outubro | 30 de setembro a 15 de outubro | 30 de setembro a 15 de outubro |       |           | 15 a 28 de outubro | 15 a 28 de outubro | 15 a 28 de outubro | 15 a 28 de outubro |  |  | 5 de novembro | 5 de novembro | 5 de novembro | 5 de novembro |
|  |                                |                                |                                |                                |       |           |                    |                    |                    |                    |  |  |               |               |               |               |
|  | Pinheirense                    | 0                              | 1                              | 1                              |       |           |                    |                    |                    |                    |  |  |               |               |               |               |
|  | Canaã-PA                       | 2                              | 2                              | 4                              |       |           |                    |                    |                    |                    |  |  |               |               |               |               |
|  | Canaã-PA                       | 2                              | 2                              | 4                              |       | Canaã-PA  | 0                  | 2                  | 2                  |                    |  |  |               |               |               |               |
|  |                                |                                |                                |                                |       | Canaã-PA  | 0                  | 2                  | 2                  |                    |  |  |               |               |               |               |
|  |                                | Parauapebas                    | 0                              | 1                              | 1     |           |                    |                    |                    |                    |  |  |               |               |               |               |
|  | Parauapebas                    | Parauapebas                    | 0                              | 1                              | 1     | 2         | 1                  | 3                  |                    |                    |  |  |               |               |               |               |
|  | Parauapebas                    |                                |                                |                                |       | 2         | 1                  | 3                  |                    |                    |  |  |               |               |               |               |
|  | São Raimundo-PA                | 0                              | 1                              | 1                              |       |           |                    |                    |                    |                    |  |  |               |               |               |               |
|  |                                |                                |                                |                                |       |           |                    |                    |                    |                    |  |  | Canaã-PA      | 1             |               |               |
|  |                                |                                | Santa Rosa                     | 0                              |       |           |                    |                    |                    |                    |  |  |               |               |               |               |
|  | Santos-PA                      | 2                              | 2                              | 4                              |       |           |                    |                    |                    |                    |  |  |               |               |               |               |
|  | Sport Belém                    | 1                              | 1                              | 2                              |       |           |                    |                    |                    |                    |  |  |               |               |               |               |
|  | Sport Belém                    | 1                              | 1                              | 2                              |       | Santos-PA | 0                  | 1                  | 1 (1)              |                    |  |  |               |               |               |               |
|  |                                |                                |                                |                                |       | Santos-PA | 0                  | 1                  | 1 (1)              |                    |  |  |               |               |               |               |
|  |                                | Santa Rosa                     | 1                              | 0                              | 1 (3) |           |                    |                    |                    |                    |  |  |               |               |               |               |
|  | Capitão Poço                   | Santa Rosa                     | 1                              | 0                              | 1 (3) | 0         | 2                  | 2 (3)              |                    |                    |  |  |               |               |               |               |
|  | Capitão Poço                   |                                |                                |                                |       | 0         | 2                  | 2 (3)              |                    |                    |  |  |               |               |               |               |
|  | Santa Rosa                     | 1                              | 1                              | 2 (4)                          |       |           |                    |                    |                    |                    |  |  |               |               |               |               |

## Estatísticas

### Artilharia
Atualizado em 06 de novembro de 2023
| Gols[carece de fontes?] | Jogador         | Equipe          |
| ----------------------- | --------------- | --------------- |
| 5                       | Wallace Moraes  | Santa Rosa      |
| 4                       | Adauto          | Santa Rosa      |
| 4                       | Tiago Souza     | Paragominas     |
| 3                       | Arian Taperaçu  | Capitão Poço    |
| 3                       | Gabriel         | São Raimundo-PA |
| 3                       | Guilherme Matos | Carajás         |
| 3                       | John Kennedy    | Izabelense      |

## Classificação Geral
| Pos | Equipe            | Pts | J  | V | E | D | GP | GC | SG | Classificação ou descenso                                   |
| --- | ----------------- | --- | -- | - | - | - | -- | -- | -- | ----------------------------------------------------------- |
| 1   | Canaã-PA          | 23  | 11 | 7 | 2 | 2 | 11 | 5  | +6 | Campeão e promovido para o Campeonato Paraense de 2024      |
| 2   | Santa Rosa        | 18  | 11 | 5 | 3 | 3 | 16 | 8  | +8 | Vice-campeão e promovido para o Campeonato Paraense de 2024 |
| 3   | Santos-PA         | 16  | 8  | 5 | 1 | 2 | 7  | 5  | +2 | Eliminados na semifinal                                     |
| 4   | Parauapebas       | 13  | 8  | 3 | 4 | 1 | 11 | 7  | +4 | Eliminados na semifinal                                     |
| 5   | São Raimundo-PA   | 14  | 8  | 4 | 2 | 2 | 11 | 5  | +6 | Eliminados nas quartas de final                             |
| 6   | Capitão Poço      | 13  | 6  | 4 | 1 | 1 | 10 | 5  | +5 | Eliminados nas quartas de final                             |
| 7   | Sport Belém       | 9   | 8  | 3 | 0 | 5 | 9  | 10 | −1 | Eliminados nas quartas de final                             |
| 8   | Pinheirense       | 7   | 6  | 2 | 1 | 3 | 8  | 7  | +1 | Eliminados nas quartas de final                             |
| 9   | União Paraense    | 10  | 6  | 3 | 1 | 2 | 5  | 5  | 0  | Eliminados na segunda fase                                  |
| 10  | Paragominas       | 7   | 6  | 2 | 1 | 3 | 7  | 7  | 0  | Eliminados na segunda fase                                  |
| 11  | Carajás           | 6   | 6  | 1 | 3 | 2 | 6  | 6  | 0  | Eliminados na segunda fase                                  |
| 12  | ESMAC             | 6   | 6  | 1 | 3 | 2 | 6  | 9  | −3 | Eliminados na segunda fase                                  |
| 13  | Izabelense        | 5   | 4  | 1 | 2 | 1 | 7  | 6  | +1 | Eliminados na primeira fase                                 |
| 14  | Gavião Kyikatejê  | 4   | 4  | 1 | 1 | 2 | 3  | 6  | −3 | Eliminados na primeira fase                                 |
| 15  | Paraense          | 4   | 4  | 1 | 1 | 2 | 4  | 9  | −5 | Eliminados na primeira fase                                 |
| 16  | Vila Rica         | 4   | 4  | 1 | 1 | 2 | 2  | 9  | −7 | Eliminados na primeira fase                                 |
| 17  | Sporting Maracanã | 2   | 4  | 0 | 2 | 2 | 4  | 6  | −2 | Rebaixados à Série B2 de 2024                               |
| 18  | Amazônia          | 2   | 4  | 0 | 2 | 2 | 3  | 5  | −2 | Rebaixados à Série B2 de 2024                               |
| 19  | Atlético-PA       | 2   | 4  | 0 | 2 | 2 | 3  | 5  | −2 | Rebaixados à Série B2 de 2024                               |
| 20  | Tiradentes-PA     | 1   | 4  | 0 | 1 | 3 | 5  | 13 | −8 | Rebaixados à Série B2 de 2024                               |